# Sint-Philippuskerk

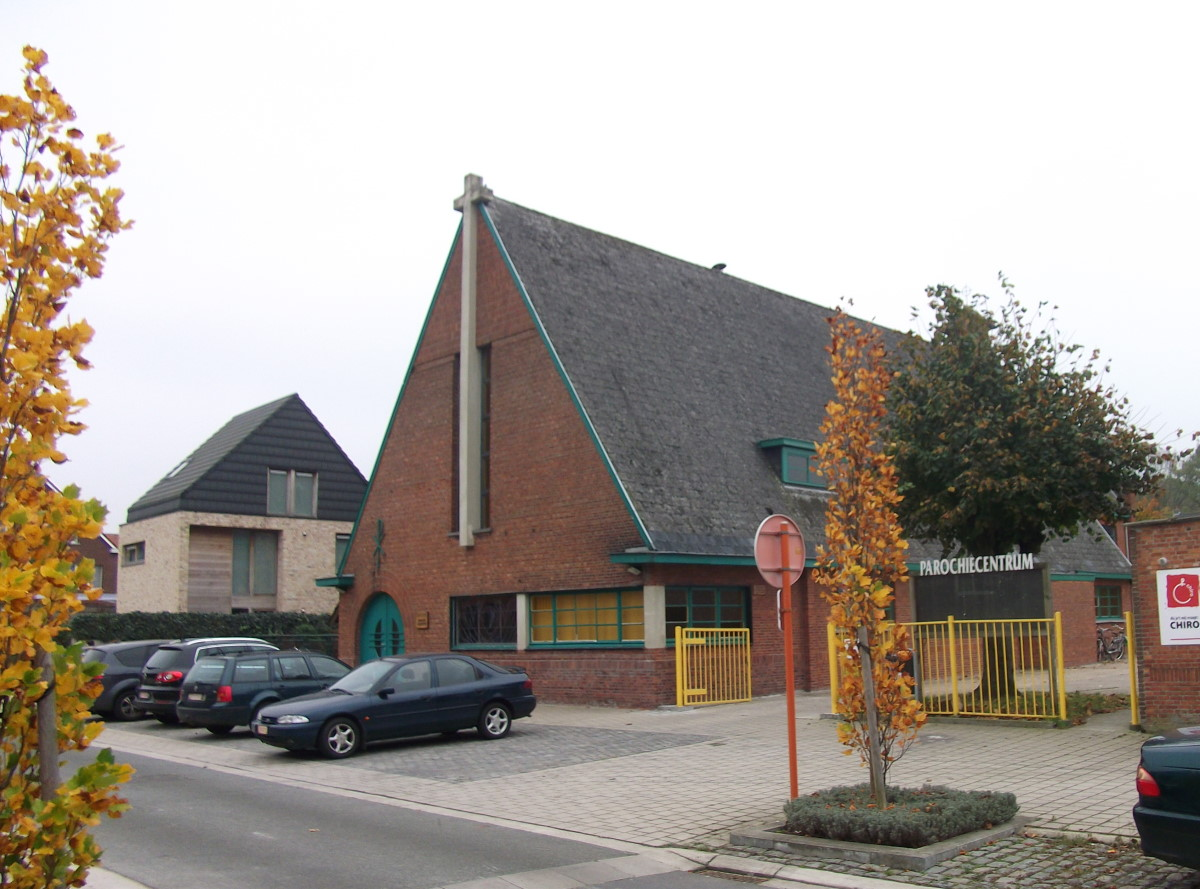
Sint-Philippuskerk

De Sint-Philippuskerk is een parochiekerk in de Antwerpse plaats Schoten, gelegen aan de Alfons Heulensstraat 41.
De parochie werd in 1944 opgericht in de Schotense wijk De Valk. De kerk werd gebouwd in 1934-1935.
Het is een eenvoudig kerkgebouw onder zadeldak met art-deco-elementen. Een groot betonnen kruis is verwerkt in de voorgevel.